# Горни-Црнобрег
Горни-Црнобрег (серб. Горњи Црнобрег, Gornji Crnobreg; алб. Carrabreg i Epërm) — село в общине Дечани в исторической области Метохия. С 2008 года находится под контролем частично признанной Республики Косово.

## Административная принадлежность
| Сербская позиция                                                                 | Албанская позиция                                            |
| -------------------------------------------------------------------------------- | ------------------------------------------------------------ |
| входит в общину Дечани Печского округа автономного края Косово и Метохия, Сербия | входит в общину Дечани Джяковицкого округа Республики Косово |

## История
В средневековых сербских летописях упоминается под названием Чрнобрег. В указе короля Стефана Дечанского 1330 года упоминается под названием Чрвени-Брег. В 1485 году упоминается под названием Цирун-Брек; в селе было 19 сербских и 1 мусульманский дом. В 1921 году здесь проживало 635 жителей, было 58 домов и 2 православные церкви.

## Население
Согласно переписи населения 1981 года в селе проживало 1524 человека: 1513 албанцев, 10 черногорцев и 1 мусульманин.
Согласно переписи населения 2011 года в селе проживало 1446 человек: 726 мужчин и 720 женщин; 1444 албанца, 1 представитель другой национальности и 1 лицо неизвестной национальности.
| Численность населения | Численность населения | Численность населения | Численность населения | Численность населения | Численность населения | Численность населения |
| 1948                  | 1953                  | 1961                  | 1971                  | 1981                  | 1991                  | 2011                  |
| --------------------- | --------------------- | --------------------- | --------------------- | --------------------- | --------------------- | --------------------- |
| 744                   | 798                   | 887                   | 1010                  | 1524                  | 1901                  | 1446                  |

## Достопримечательности
На территории села находится башня Лах Сельманай (XIX век) и башня Ях Лёшай (XIX век).